# Lekkoatletyka na Letnich Igrzyskach Olimpijskich 1980 – bieg na 1500 m mężczyzn
Bieg na 1500 metrów mężczyzn podczas XXII Letnich Igrzysk Olimpijskich w Moskwie rozegrano 30 (eliminacje) i 31 lipca (półfinały) oraz 1 sierpnia 1980 (finał) na Stadionie Łużniki. Zwycięzcą został reprezentant Wielkiej Brytanii Sebastian Coe.

## Rekordy

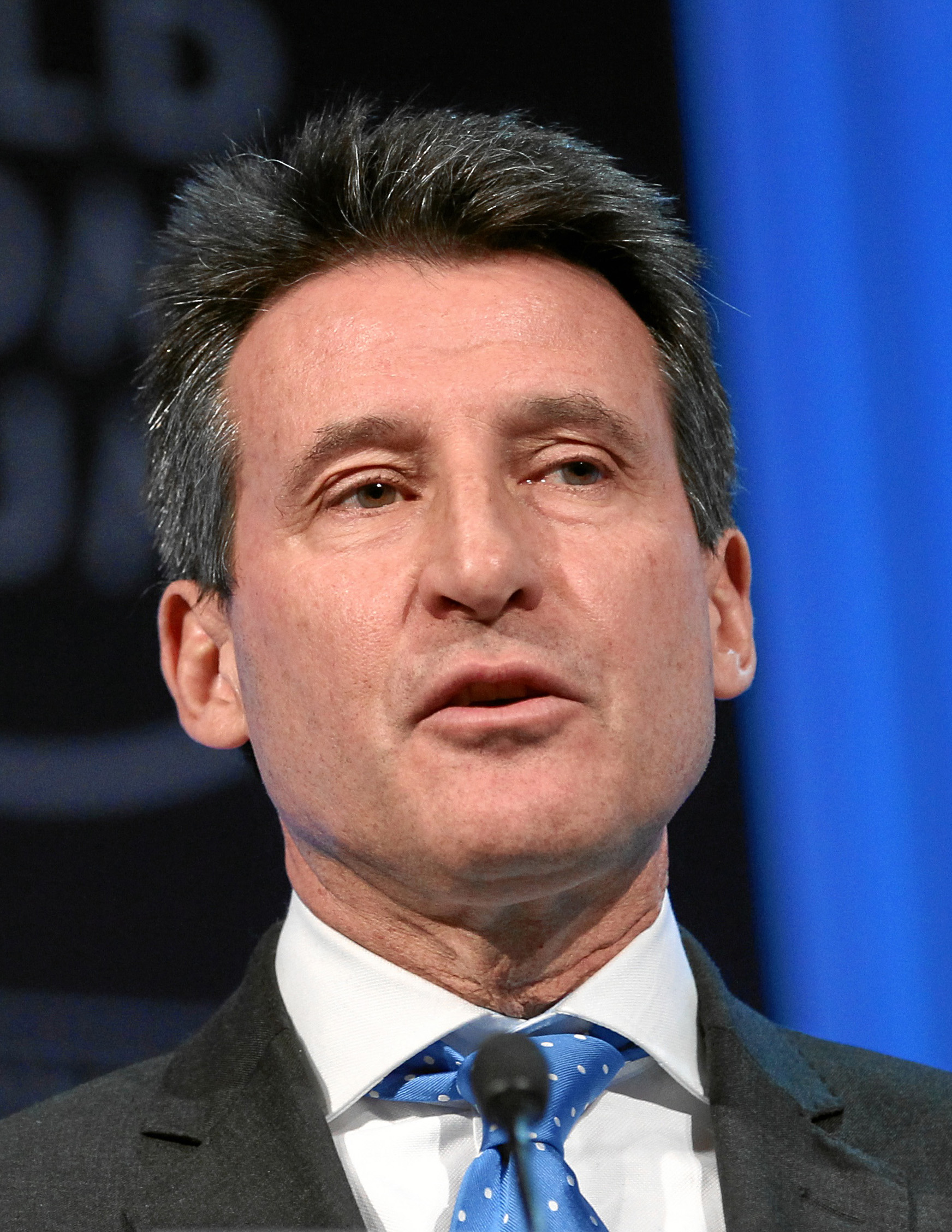
Sebastian Coe

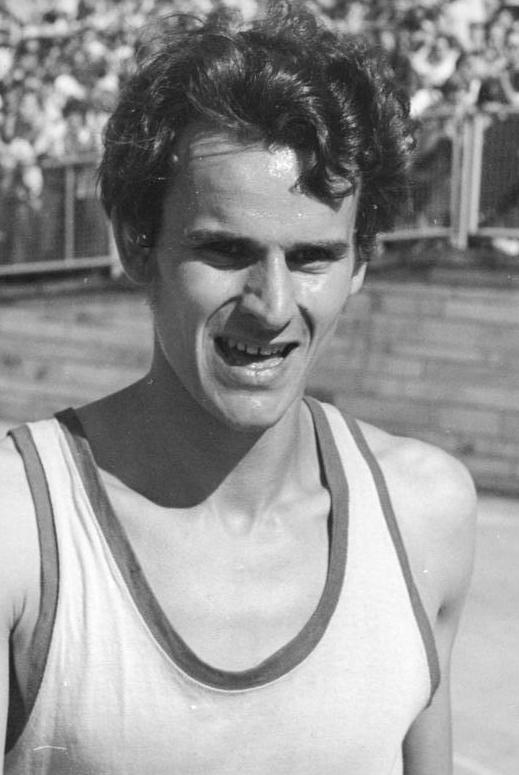
Jürgen Straub.jpg

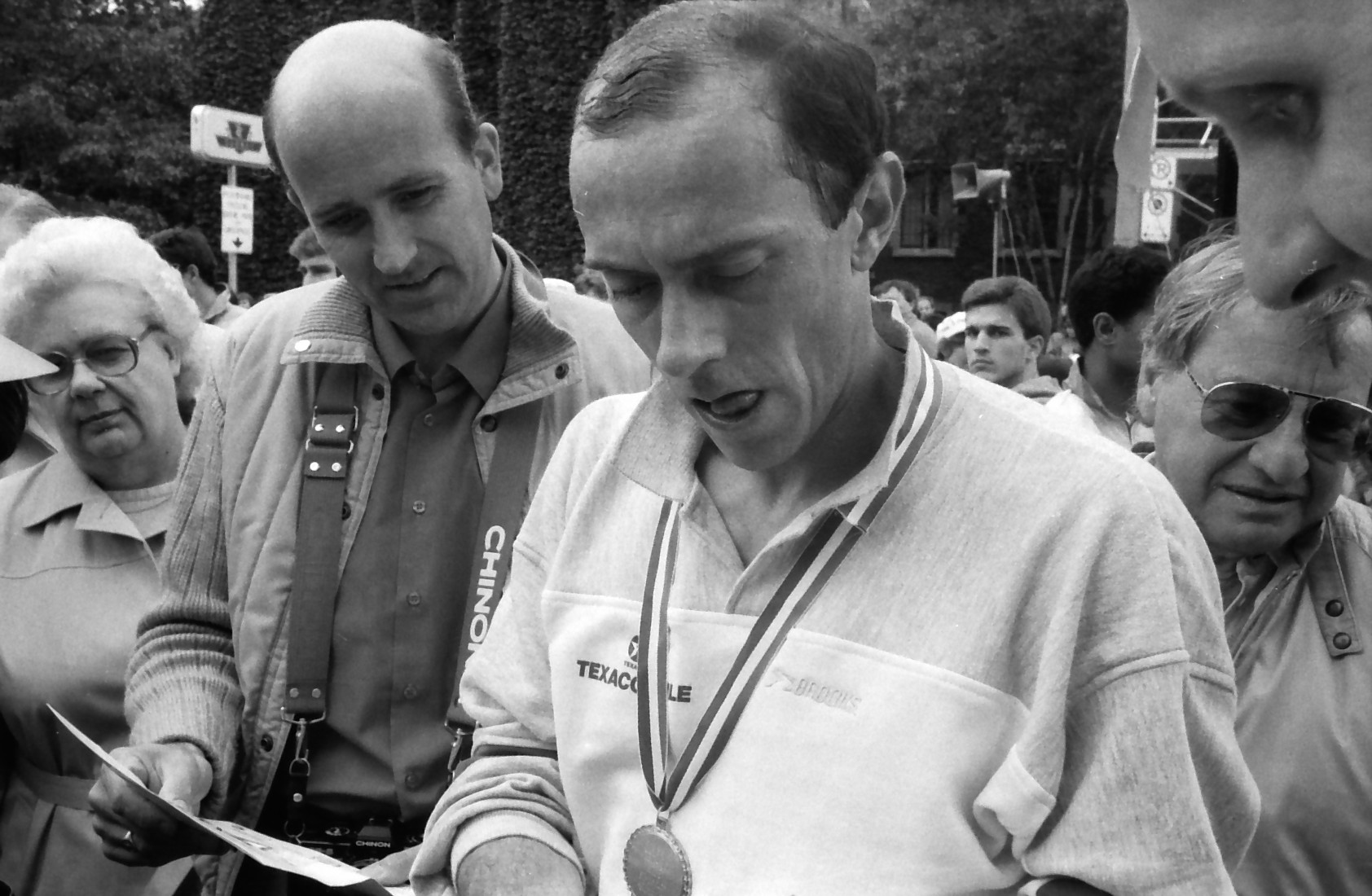
Steve Ovett

|                   | Zawodnik       | Narodowość      | Czas   | Data                      | Miejsce |
| ----------------- | -------------- | --------------- | ------ | ------------------------- | ------- |
| Rekord świata     | Sebastian Coe  | Wielka Brytania | 3:32,1 | 15 sierpnia 1979(dts)     | Zurych  |
| Rekord świata     | Steve Ovett    | Wielka Brytania | 3:32,1 | 15 lipca 1980(dts)        | Oslo    |
| Rekord olimpijski | Kipchoge Keino | Kenia           | 3:34,9 | 20 października 1968(dts) | Meksyk  |

## Wyniki
| Poz. - pozycja |
| – rekord świata \| – rekord krajowy \| – rekord życiowy \| = – wyrównany rekord życiowy \| · – najlepszy wynik w sezonie \| = – wyrównany najlepszy wynik w sezonie \| – rekord olimpijski |
| Fn – falstart \| DNF – nie ukończył \| DNS – nie wystartował \| DSQ – zdyskwalifikowany |

### Eliminacje
Rozegrano cztery biegi eliminacyjne. Do półfinałów awansowało po czterech najlepszych zawodników z każdego biegu (Q) oraz dwóch z najlepszymi czasami spośród pozostałych (q}.

#### Bieg 1
| Poz. | Zawodnik                   | Narodowość      | Rezultat | Uwagi |
| ---- | -------------------------- | --------------- | -------- | ----- |
| 1    | José Marajo                | Francja         | 3:43,9   | Q     |
| 2    | Mehdi Aidet                | Algieria        | 3:43,9   | Q     |
| 3    | Dragan Zdravković          | Jugosławia      | 3:44,0   | Q     |
| 4    | Steve Cram                 | Wielka Brytania | 3:44,1   | Q     |
| 5    | Pawieł Jakowlew            | ZSRR            | 3:44,2   |       |
| 6    | José Manuel Abascal        | Hiszpania       | 3:44,7   |       |
| 7    | Mopeli Molapo              | Lesotho         | 3:55,5   |       |
| 8    | Khaled Khalifa Al-Shammari | Kuwejt          | 3:57,6   |       |
| 9    | Vicente Santos             | Mozambik        | 3:58,7   |       |
| –    | Filbert Bayi               | Tanzania        | DNS      |       |

#### Bieg 2
| Poz. | Zawodnik             | Narodowość     | Rezultat | Uwagi |
| ---- | -------------------- | -------------- | -------- | ----- |
| 1    | Andreas Busse        | NRD            | 3:44,3   | Q     |
| 2    | Witalij Tyszczenko   | ZSRR           | 3:44,4   | Q     |
| 3    | Jozef Plachý         | Czechosłowacja | 3:44,4   | Q     |
| 4    | Alexandre Gonzalez   | Francja        | 3:44,6   | Q     |
| 5    | Pierre Délèze        | Szwajcaria     | 3:44,7   |       |
| 6    | Haile Zeru           | Etiopia        | 3:45,7   |       |
| 7    | Abderrahmane Morceli | Algieria       | 3:46,0   |       |
| 8    | Sant Kumar           | Indie          | 3:55,6   |       |
| 9    | Ishmael Mhaladi      | Botswana       | 3:59,1   |       |
| 10   | George Branche       | Sierra Leone   | 4:03,9   |       |
| 11   | Damien Degboe        | Benin          | 4:15,3   |       |

#### Bieg 3
| Poz. | Zawodnik             | Narodowość      | Rezultat | Uwagi |
| ---- | -------------------- | --------------- | -------- | ----- |
| 1    | Vittorio Fontanella  | Włochy          | 3:40,1   | Q     |
| 2    | Sebastian Coe        | Wielka Brytania | 3:40,1   | Q     |
| 3    | Antti Loikkanen      | Finlandia       | 3:40,5   | Q     |
| 4    | José Luis González   | Hiszpania       | 3:40,9   | Q     |
| 5    | João Campos          | Portugalia      | 3:41,3   | q     |
| 6    | Ray Flynn            | Irlandia        | 3:42,0   |       |
| 7    | Nigusse Bekele       | Etiopia         | 3:45,8   |       |
| 8    | Archfell Musango     | Zambia          | 3:53,7   |       |
| 9    | Tisbite Rakotoarisoa | Madagaskar      | 3:55,9   |       |
| 10   | Lê Quang Khải        | Wietnam         | 4:06,8   |       |

#### Bieg 4
| Poz. | Zawodnik             | Narodowość      | Rezultat | Uwagi |
| ---- | -------------------- | --------------- | -------- | ----- |
| 1    | Steve Ovett          | Wielka Brytania | 3:36,8   | Q     |
| 2    | Jürgen Straub        | NRD             | 3:37,0   | Q     |
| 3    | Robert Nemeth        | Austria         | 3:38,3   | Q     |
| 4    | Władimir Małoziemlin | ZSRR            | 3:38,7   | Q     |
| 5    | Mirosław Żerkowski   | Polska          | 3:39,2   | q     |
| 6    | Kassa Balcha         | Etiopia         | 3:43,1   |       |
| 7    | Jón Didriksson       | Islandia        | 3:44,4   |       |
| 8    | Derradji Harek       | Algieria        | 3:45,3   |       |
| 9    | Marzouk Mabrouk      | Libia           | 3:54,3   |       |
| 10   | Mohamed Makhlouf     | Syria           | 4:00,3   |       |

### Półfinały
Rozegrano dwa biegi półfinałowe. Do finału awansowało po czterech najlepszych zawodników z każdego biegu (Q) oraz jeden z najlepszym czasem spośród pozostałych (q}.

#### Bieg 1
| Poz. | Zawodnik             | Narodowość      | Rezultat | Uwagi |
| ---- | -------------------- | --------------- | -------- | ----- |
| 1    | Steve Ovett          | Wielka Brytania | 3:43,1   | Q     |
| 2    | Dragan Zdravković    | Jugosławia      | 3:43,4   | Q     |
| 3    | Andreas Busse        | NRD             | 3:43,5   | Q     |
| 4    | Steve Cram           | Wielka Brytania | 3:43,6   | Q     |
| 5    | Władimir Małoziemlin | ZSRR            | 3:43,6   |       |
| 6    | Antti Loikkanen      | Finlandia       | 3:44,0   |       |
| 7    | João Campos          | Portugalia      | 3:44,4   |       |
| 8    | Alexandre Gonzalez   | Francja         | 3:44,7   |       |
| 9    | Mehdi Aidet          | Algieria        | 3:44,9   |       |

#### Bieg 2
| Poz. | Zawodnik            | Narodowość      | Rezultat | Uwagi |
| ---- | ------------------- | --------------- | -------- | ----- |
| 1    | Sebastian Coe       | Wielka Brytania | 3:39,4   | Q     |
| 2    | Jürgen Straub       | NRD             | 3:39,4   | Q     |
| 3    | José Marajo         | Francja         | 3:39,6   | Q     |
| 4    | Vittorio Fontanella | Włochy          | 3:40,1   | Q     |
| 5    | Jozef Plachý        | Czechosłowacja  | 3:40,4   | q     |
| 6    | Robert Nemeth       | Austria         | 3:40,8   |       |
| 7    | Witalij Tyszczenko  | ZSRR            | 3:41,5   |       |
| 8    | José Luis González  | Hiszpania       | 3:42,6   |       |
| 9    | Mirosław Żerkowski  | Polska          | 3:48,2   |       |

### Finał
| Poz. | Zawodnik            | Narodowość      | Rezultat | Uwagi |
| ---- | ------------------- | --------------- | -------- | ----- |
| 1    | Sebastian Coe       | Wielka Brytania | 3:38,4   |       |
| 2    | Jürgen Straub       | NRD             | 3:38,8   |       |
| 3    | Steve Ovett         | Wielka Brytania | 3:39,0   |       |
| 4    | Andreas Busse       | NRD             | 3:40,2   |       |
| 5    | Vittorio Fontanella | Włochy          | 3:40,4   |       |
| 6    | Jozef Plachý        | Czechosłowacja  | 3:40,7   |       |
| 7    | José Marajo         | Francja         | 3:41,5   |       |
| 8    | Steve Cram          | Wielka Brytania | 3:42,0   |       |
| 9    | Dragan Zdravković   | Jugosławia      | 3:43,1   |       |